# 魁北克13号高速公路
魁北克13号高速公路（Autoroute 13）是一条位于魁北克20号高速公路和魁北克640号高速公路之间的高速公路。魁北克13号高速公路长21公里。魁北克交通局把魁北克13号高速公路命名为雪美迪高速公路（法语：Autoroute Chomedey）。魁北克13号高速公路起点为魁北克20号高速公路第60号出口，终点是魁北克640号高速公路第16出口。魁北克交通局一开始计划魁北克13号高速公路一直链接到位于蒙特利尔米拉贝勒国际机场南面的魁北克50号高速公路。不过由于后来蒙特利尔米拉贝勒国际机场客运航班的减少便只修建到魁北克640号高速公路。